# Gold Key Lake
 (août 2025).
Gold Key Lake est une census-designated place située dans le comté de Pike, dans l’État de Pennsylvanie, aux États-Unis. Lors du recensement de 2020, elle compte 1 979 habitants.